# Metatálamo
El metatálamo es la parte del diencéfalo que está por debajo del extremo caudal de la zona dorsal del tálamo. Está formado por el cuerpo geniculado medial y el cuerpo geniculado lateral.